# Viaducto de Varda

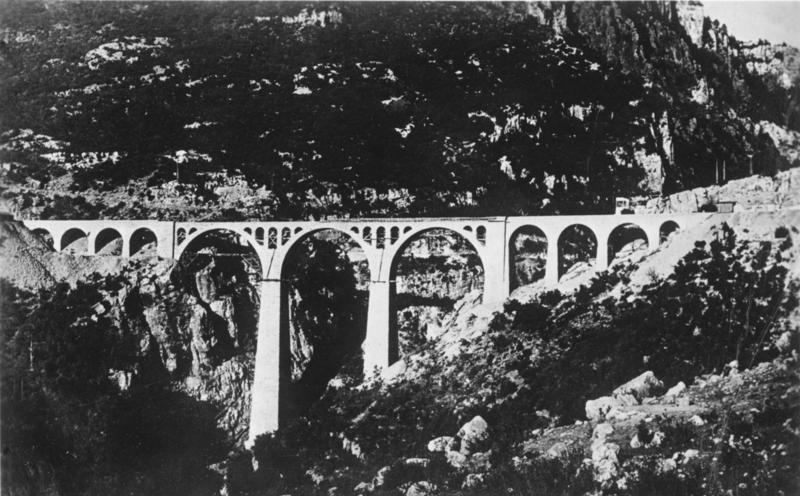
Puente Varda durante su construcción, visto desde el sureste.

El Viaducto de Varda (en turco: Varda Köprüsü) o Viaducto de Giaur Dere, localmente conocido como Alman Köprüsü o Koca Köprü (literalmente, «Viaducto Alemán» o «Gran Viaducto»), es un viaducto ferroviario emplazado en Hacıkırı (Kıralan), en el distrito de Karaisalı de la provincia de Adana, en el sur de Turquía.
Fue diseñado y construido por ingenieros del Imperio alemán como parte del Ferrocarril de Bagdad (Terminal de Haydarpaşa, Estambul-Bagdad). La estructura de arcos de piedra se encuentra a 63 km de la Estación Central de Adana y a 306 km de Konya.

## Diseño y construcción
La construcción del viaducto vino acompañada de la construcción del proyecto germanootomano de la línea ferroviaria de Estambul a Bagdad para conectar Berlín con Basora, entonces parte del Imperio otomano, para permitir el suministro directo de petróleo para la industria alemana.
El terreno más difícil de atravesar era la sección de los Montes Tauros que separaba Konya de Adana, concretamente por la región de Belemedik, donde en una distancia de 12 km, se tuvieron que cavar hasta veintidós túneles seguidos en veinte años.
Financiada por el Deutsch Bank, la construcción del viaducto fue encargada a la constructora alemana Philipp Holzmann & Cie. El diseño y los trabajos de ingeniería fueron realizados por el alemán Winkler y el grecootomano Nicholas Mavrogordato, que pasó a ser ingeniero jefe tras la muerte de Winkler. En 1903, el equipo de trabajo, compuesto por personal técnico alemán y miles de trabajadores de distintos países, se establecieron en un nuevo campamento en Belemedik, donde se construyeron todas las infraestructuras necesarias, como un hospital, una iglesia, una escuela, un cine e incluso una mezquita.
La vía férrea debía cruzar el profundo cañón de un arroyo entonces conocido como Giaur Dere (en la actualidad, Çakıt Deresi), situado entre el pueblo de Hacıkırı y la ciudad de Karaisalı. Materiales tales como acero y cemento fueron enviados por mar a Mersin, y posteriormente a camello hasta el sitio de construcción. Antes de empezar la construcción del viaducto definitivo, se construyó un viaducto temporal próximo de vía estrecha para poder llevar todos los materiales necesarios al otro lado. Una vez completada la construcción del viaducto de Varda, el viaducto auxiliar dejó de estar en servicio, aunque sus pilares siguen en pie.
La construcción empezó en 1905. En 1907, los trabajos principales estaban finalizados. Finalmente, el ferrocarril entró en servicio en 1916.
La estructura, de 172 m de largo y 98 m de alto, se apoya sobre once sillares en arco. La parte central tiene tres arcos de 30 m con enjutas sobre los pilares, y está flanqueada por cuatro arcos, constando a un lado de uno de 6 m y tres de 12 m cada uno y al otro de cuatro de 10 m cada uno. Después de erigirse los pilares, se construyeron los arcos sobre una estructura de cimbra de acero colocada sobre los pilares. El viaducto, que cruza el cañón de norte a sur, está curvado con un radio de curvatura de 1200 m.
El primer alto funcionario que cruzó el viaducto de Varda fue el ministro de la Guerra Enver Pashá, el 18 de febrero de 1917. Poco antes del fin de la Primera Guerra Mundial, el puente fue utilizado por tropas alemanas en retirada.

## Localización y acceso
El viaducto se encuentra entre las estaciones de Hacıkırı y Karaisalı Bucağı, que siguen funcionando con el «Tren Azul de Anatolia Central» (en turco: İç Anadolu Mavi treni). La estación más cercana es la de Hacıkırı, a unos 500 m del viaducto.

## En la cultura popular
El viaducto de Varda apareció en el momento cúlmine de la escena de persecución - previo a los créditos - que daba comienzo a la película Skyfall de la saga de James Bond, estrenada en octubre de 2012.
En ese segmento, la agente de campo Jane Moneypenny (Naomí Harris), le dispara a distancia e impacta erróneamente a James Bond (Daniel Craig) cayendo este, de una altura de 97 m, a las aguas del río. El agente 007 luchaba contra el sicario Patrice (Ola Rapace), sobre un tren en movimiento, previo a ingresar al túnel.-
El viaducto también se mostró en la película turca Küf, dirigida por Ali Aydin y estrenada en noviembre de 2013.